# 開化天皇
開化天皇（日语：／ Kaika Tennō）為日本第九代天皇，其在《日本書紀》中被稱作稚日本根子彦大日日尊，在《古事記》裡則名為若倭根子日子大毘毘。身為闕史八代中第八位天皇，其生平無法考證。

## 歷史與傳說
稚日本根子彥大日日尊是孝元天皇次子，母親是孝元天皇皇后鬱色謎命（欝色謎命）。孝元天皇二十二年正月，以十六歲之齡被立為太子。孝元天皇於在位第57年九月駕崩，兩個月後太子即位，是為稚日本根子彥大日日天皇（即開化天皇）。
隔年十月，天皇遷都春日率川宮。在位第五年二月葬先皇於劍池島上陵，隔年正月立先皇妃子伊香色謎命為皇后，生有一子，即日後的崇神天皇。除此之外，天皇納丹波竹野媛、姥津媛、鸇比売命為妃，共生三子。
開化天皇二十八年四月，立御間城入彥五十瓊殖尊為皇太子，在位第60年四月，開化天皇駕崩，享壽110歲。同年十月葬於春日率川阪本陵。

## 系譜
孝元天皇次子。母為鬱色雄命之妹鬱色謎命。
- 皇后：伊香色謎命（物部氏之祖、大綜麻杵之女）
  - 第二皇子：御間城入彦五十瓊殖尊（崇神天皇）
  - 皇女：御真津比賣命（觀松姫命）
- 妃：丹波竹野媛（丹波大縣主由碁理之女）
  - 第一皇子：彦湯産隅命（比古由牟須美命），在《日本书纪》中称为彦蒋箦，其生平不详。彦汤产隅命有二子：大筒木垂根王、赞岐垂根王，大筒木垂根王的女儿迦具夜比卖，入第11代垂仁天皇（崇神天皇之子）后宫。
- 妃：姥津媛（意祁都比賣命。和珥氏之祖・姥津命之妹）
  - 第三皇子：彦坐王（景行天皇曾祖父、神功皇后高祖父）
- 妃：鸇比賣（葛城垂見宿禰女）
  - 皇子：建豐波豆羅和氣王（武豐葉列別命・武齒頰命）